# Sekstyliard
Sekstyliard – liczba 1039, czyli jedynka i 39 zer w zapisie dziesiętnym. Termin sekstyliard jest stosowany w nazewnictwie liczebników w skali długiej i nie ma swojego odpowiednika w skali krótkiej.
W krajach stosujących krótką skalę (głównie kraje anglojęzyczne) liczba 1039 nosi nazwę duodecylion, tak jak 1072 w pozostałych krajach.
W układzie SI mnożnikowi 1039 nie odpowiada żaden przedrostek jednostki miary.